# バイオレンスアクション
『バイオレンスアクション』は、原作：沢田新、作画：浅井蓮次による日本の漫画作品。ハードボイルド・アクション漫画。小学館の漫画配信サイト『やわらかスピリッツ』にて連載された。
沢田は当初、和歌山県出身在住の主婦とされていたが、2巻発売後の2017年7月に漫画家の室井大資の別名義であることが公開された。
作者の体調不良を理由として2018年3月から休載中だったが、2019年6月3日に連載が再開。2020年6月に第16話（vii）が公開されて以降、原作者・沢田の病気療養のため発表が再度止まっていたが、2022年3月2日に第16話（viii）が公開され、連載を再開した。
2020年7月10日、同日発売の6巻の帯で映像化企画が進行中であるとされ、橋本環奈主演で2022年に実写映画が公開されることが後日発表された。

## 登場人物
声は2017年に制作されたPR動画での声優。

### ぷるるん天然娘特急便
菊野 渓
声 - 悠木碧
通称ケイ。簿記専門学校に通う20歳の学生。ピンク色の髪をショートウェーブにしている。デリヘルに偽装した殺し屋派遣サービス「ぷるるん天然娘特急便」で殺しを請け負う。普段はおっとりとしており簿記の勉強に余念がないが、仕事となれば殺人行為に全く躊躇がなく、銃、ナイフ、スリングショットなどの武器を使いこなす他、素手での格闘術にも優れ、大の男を難なく殴り倒すことが出来る。身体能力、精神力も並外れており、多数に囲まれても飛び回りその場を切り抜け、拘束され拷問を受けても怯まず活路を見出す。巌谷一派による囚人倉庫（）襲撃事件で死亡した収容者が飼っていたフェレットを引き取り、飼育している。
だりあ
フリーランスの女スナイパー。真っ白な髪をベリーショートにしている。幼少の頃両親をフカと呼ばれるヤクザに殺され、本人も誘拐され、その時の恐怖によって一夜にして白髪となった。以降殺し屋として育てられ、首元にはフカからの虐待による無数の傷がネックレスのように連なっている。毒に耐性があり、常人であれば致死量の毒でも一時的に動けなくなるだけで大事には至らない。フカを殺すためにケイをスポッターとして雇い入れ、フカを抹殺しその組織を壊滅させて以降、ケイと同じ「ぷるるん天然娘特急便」に所属する。長らくホテル住まいだったが、ケイの勧めでビル屋上のペントハウスを改装し居住する。
ヅラさん
「ぷるるん天然娘特急便」に雑用係として所属する男性。ケイ達「嬢」の送迎用運転手や業務後の後片付け（死体遺棄や証拠隠滅）などを担当する。その仇名の通り大きなリーゼント型のカツラを着用しているが、そのカツラは防弾仕様であり、むしろ用途としてはヘルメットのそれである。
渡辺
ケイと同じ学校のクラスに所属する若い男性。茶髪をマッシュルームカットにしている。ケイに好意を寄せており、当初はケイとわずかに言葉を交わす程度だったが、ある日ケイの殺しの現場に居合わせ彼女の正体を知ってしまう。しかしその戦う姿に完全に惚れ込み、組織にヅラさんの助手として雇われる。一見すると反社会的組織や鉄火場には不釣り合いな程の優男だが、敵対組織の構成員による脅しにも屈せず挑発する胆力を持つ。
店長
会員制のラーメン店を営む若い女性。ケイからは「店長」と呼ばれ懐かれている。ラーメン店はあくまで表向きであり、裏ではケイ達への仕事の斡旋や情報提供、会議場所、死体処理場としての店の貸し出しを行う。店の内装は何故かボルダリング用のホールドが打ち付けられているなどコンセプトは不明瞭。また人にラーメンをよく勧めているが、ゴムの味がするとしてすこぶる不味いとされる。

### 伝馬組
みちたかくん
伝馬組に所属するヤクザ兼殺し屋。作業服を着た大柄な壮年の男。「人生スリーアウト制」をポリシーにしており、話を遮る、無断で撮影するなど失礼な行動を3つ以上取った場合、容赦ない制裁を加える。ミソジニー気質であり、「女性であること」すらアウトの1つとして取る事があるため、何がアウトになるかはその時の彼の気分次第であり、応対する者は注意を要する。武器は改造したネイルガンやスタンバトンのほか、自身の両手を「よしたか（右）」、「きよたか（左）」と名付け、電撃機能付きのメリケンサックを使用する。また違法ダウンロードしたものと思われる音楽を聞くことでテンションを上げ、身体能力を向上させることが出来る。前述の通りミソジニー気質ではあるが、実務能力があれば女性であるケイにも仕事を依頼し、自身の失態を認めれば自ら囚人倉庫（）に入るなど、フェアな精神を持つ。
おばちゃん
伝馬組で経理を担当していた中年の女性。組から3,000万円以上もの金を横領し、事務所に排泄物を撒き散らして逃亡、みちたかくんに命を狙われ、ケイに護衛を依頼する。横領の動機は心臓病を患う息子・ひろきの手術代に充てるためと説明していたが、実態はそのような息子などおらず、ひろきという名もみちたかくんが殺害した彼女の夫のものである。その真の動機は組の金で思う様豪遊し、自分を飼い殺しにしている組のメンツを潰してやろうという身勝手なものであった。みちたかくんに追われている立場にも関わらず、江の島でヘリコプターに乗りたがり、牛丼チェーン店で牛丼を食べたり、組から貸与されていたGPS機能付きのスマートフォンを「ゲームがやりたいから」と理由で手放していなかったりと、その言動は悠長かつ無思慮で無遠慮である。
安田
伝馬組に所属する初老の男性。長髪をオールバックにして後ろでまとめ、顔には傷跡が斜めに走り、鼻の左横にホクロがある。囚人倉庫（）の管理人として常駐し、囚人の食事や汚物回収などの世話を行っている。巌谷一派の襲撃において早々に降参するが、巌谷の本当の目的を友人の救出ではなく皆殺しであると見抜き一喝。わずかな隙を作り出しケイに反撃のチャンスを与える。

### フカの組織
深見
通称フカ。奥多摩の山奥で大麻とコカの密造組織を率いるヤクザ。でっぷりとした肥満体の大男で、バスローブにトランクスといった軽装で過ごす。だりあの両親を殺害し、幼少のだりあ本人も誘拐し殺し屋として育て上げた張本人でもある。医療大麻と医療コカインの解禁を予測しており、奥多摩の山奥に大規模な密造畑と麻薬工場を有する。部下たちは偵察用のドローンのほか、中国製のコピー品ではあるものの自動小銃やRPGで武装しており、その脅威度は侮れない。フカ本人もボクシングの心得があるようで、気に入らない意見を述べた部下を制裁している。だりあによる自身の暗殺計画を見抜いており、あえて泳がせて苦心している様子を楽しむなど生粋のサディストでもある。ケイ、だりあを拘束し一時だりあを精神的に屈服させるも、自力で拘束を解いたケイ、ケイの姿を見て復活しただりあのコンビプレイに部下を全滅させられ、自身も犬の鳴き真似をして命乞いをするが射殺される。その後密造畑はヅラさんらに焼き払われ、工場も爆破され組織は壊滅した。
ミズノ
北海道に住む元スナイパーの壮年の男。幼少のだりあに狙撃術の全てを授けた師であり、当時のだりあからは「先生」と呼ばれていた。厳密にはフカの組織の一員ではなく、外注業者の一人である。その為現在のだりあからは師と思われていない。現在は引退し、北海道で過ごしていたが、日々衰える肉体と精神に悩みを抱え、最後に一花咲かせようとだりあに一騎打ちを挑む。しかしミズノ本人にとっては極めて真剣かつ命がけの勝負であったのに対し、だりあは「年寄りのヒマ潰し」、「自殺なら一人でやってくれ」などと終始呆れた様子であった。一戦目は吹雪の雪原の中で狙撃戦を繰り広げ敗北するが、止めを刺される直前にカニ料理に誘い休戦。二戦目は帰路の車内で突如銃を抜いて奇襲するがこれも失敗し、車外での銃撃戦の末敗北、だりあに感謝を述べると共に、「自分と同じ末路」を迎えると予言し死亡した。

### 巌谷一派
巌谷　則文
思想家。黒縁の眼鏡をかけた中年の男。「恐怖こそが全ての父」という思想を持ち、その思想を広めるべく自宅に私塾を構え、身寄りのない子供達を引き取り養育した。玲（）と玲（）と名付けた2人の生徒を護衛として引き連れ、囚人倉庫（）を襲撃する。その目的は収容されている「友人」を救出するというものであるが、安田からは友人などおらず、本当の目的はただの虐殺であると見做されている。警備の組員を壊滅させ目的達成の目前まで迫るが、ケイの反撃を受け、逆に倉庫（）に拘束される。以降髪はマッシュルームカットにされ、眼鏡の左目側はテープで塞がれ、みちたかくんの奴隷や道具として雑用や戦闘時の囮などに使われる。玲（）と玲（）の2人からは良い先生、良い保護者として尊敬されているが、その実は他人に対する愛情が欠落したサイコパスである。
玲（）
巌谷の私塾生徒兼護衛。白いロングTシャツにオーバーオールを着用した赤毛の少女。一見すると小柄で細身の体格だが、巌谷による徹底した思想教育と肉体改造が施されており、人の首を容易くへし折り、みちたかくんと真正面から殴り合って打ち勝つほどの怪力、タフネスさを持つ。武器は持ち前の怪力のほか、みちたかくんのスタンバトンを奪って使用したことがある。巌谷、玲（）と共に囚人倉庫を襲撃するも、ケイとの戦闘中に巌谷から持たされていたお守りに偽装した爆弾が爆発、右手と心臓付近を丸ごと失い死亡した。遺体は事件収束後にケイの希望により玲（）と共に静かな山奥に埋葬される。
玲（）
巌谷の私塾生徒兼護衛。劇中で言葉を発することはない。長身で黒い長髪を前側に垂らし、ポンチョのフードを目深に被っているため、その表情は接近しないと窺い知ることは出来ない。軽装の玲（）とは異なり全身をプロテクターで防護しており、ライフルを用いても致命傷を与える事は難しい。武器は毒矢を仕込んだクロスボウ。またみちたかくんとだりあの2人を担いで運ぶなど玲（）に劣らず怪力である。囚人倉庫襲撃中、ケイとの戦闘で玲（）が巌谷の爆弾によって死亡し、絶望と怒りに飲まれ暴走。ケイにナイフを延髄部分に突き立てられ死亡した。遺体は事件収束後にケイの希望により玲（）と共に静かな山奥に埋葬される。

### ウスイ一派
ウスイ
暗殺者兼猟師のグループを率いる初老の男。額の中心部にホクロがある。各組織からの暗殺依頼をストックしておき、台風接近時や嵐の夜に対象を災害犠牲者に偽装し暗殺する。暗殺を狩りとして捉えており、対象が男の場合「牡鹿（）」、女の場合「牝鹿（）」と呼ぶ。武器はボルトアクション式のライフルのほか、バールや玄翁より自然な打撲痕が出来るとして牛の脛骨を使用する。グループを率いて桑井という名の悪徳警官を暗殺するため赴くが、グループの一人である今岡の裏切り、桑井を護衛する依頼を受けたケイの妨害もあり失敗。今岡を除くグループ全員がみちたかくんに拘束され、囚人倉庫（）に収容される。
今岡
ウスイのグループに最近入った金髪の若い男。窃盗による小金稼ぎ目的でグループに入ったが、その実態は暗殺者集団と知り怖気付き、裏切る。殺害される直前の桑井を助けた事でウスイから「牡鹿」と見做される。桑井と共に嵐の夜の森を逃げ回り、ケイの活躍もあって生き延びる事に成功する。
コンちゃん
ウスイに付き従うニット帽を着用した痩身の男。前歯の1本が欠損している。桑井をリンチにかけ殺害する直前に今岡の裏切りに遭い、右足を撃ち抜かれ戦線を離脱。ウスイと無線でやり取りをしていた所をみちたかくんと巌谷に襲われ気絶し、ウスイらと共に囚人倉庫に収容される。
つっちー
ウスイ一派のメンバー。坊主頭で口髭を生やした男。桑井と今岡の逃亡後に猟犬を連れみちかたかくんの迎撃に向かうが、囮の巌谷に気を取られた隙にみちたかくんの奇襲を受け敗北。拘束され囚人倉庫に収容される。
マル
ウスイ一派のメンバー。角張った顔立ちの男。つっちーと共にみちたかくんの迎撃に向かうが、みちたかくんに奇襲され、「よしたか」の連撃を受け敗北。拘束され囚人倉庫に収容される。

### クリオ一派
栗尾
通称クリオ。若者だけで構成された犯罪者グループを率いる若い男。茶髪の長身で普段は好青年を装いバーベキューなどを楽しんではいるが、目つきは鋭く、敵対する者には容赦がない。著名な作家らの詩の一部を引用してその時の状況を表現する事がある。自らの殺人・犯罪衝動を肯定し「殺しながら生きる」という「最大幸福」を目指している。離島の北地区と呼ばれる一部地域を仲間と共に占拠し、メグの生まれの組の系列組織に殺人を含む強盗を仕掛け、海賊の隠し財宝にも似た噂話を聞きつけ島にやって来る半グレを返り討ちにするなどして野放図に暴れ回っていた。メグを奪還せんと島を強襲する日影率いるヤクザの一団と交戦、日影と一騎打ちの末頭部を踏み抜かれ、死亡した。
恵
通称メグ。茶髪をポニーテールにした若い女性。島ではケイにサーフィンを教える。ヤクザの会長の娘として、幼少の頃より暴力と理不尽に触れてきた過去を持つ。クリオ一派に誘拐され救出を依頼されるが、本人はクリオの思想に共鳴し、クリオの恋人として一派の活動に自発的に参加している。しかしケイは彼女の状態を被洗脳やストックホルム症候群ではないかと疑っており、大袈裟で虚飾的な言動に辟易している。日影の一団との交戦中にクリオから逃亡を促され、クリオが殺害された後に日影と一騎打ちを行うも、ボクシング経験のある日影の腕力の前に失禁して敗北。しかし日影との契約を満了した直後のケイに護衛を依頼し生還する。武装解除した上で全ての痕跡を焼き払い父親の元に帰還するが、日影からは「また何かをしでかす」と疑いを持たれている。
キドー
バンダナを着用した筋肉質な男。島を偵察するだりあと幸を襲撃する。2人を抹殺せんと追い回すが逆に崖に誘導され、幸に虫よけスプレーとチャッカマンを利用した簡易な火炎放射器を浴びせかけられ崖から転落、死亡した。
イタル
ブッシュハットを着用し顎髭を生やした細目の男。日影の一団との交戦では遊撃隊としてつゆはと共に行動する。日影の側近である右近と格闘戦になり、相打ちという形で死亡した。
つゆは
眼鏡をかけたショートカットの女。イタルと同じく遊撃隊として行動を共にする。重傷を負ったイタルの救援に駆けつけ、日影・右近と戦闘、クロスボウで日影の頬を貫くも、頭を撃ち抜かれ死亡した。
カイ
ドレッドヘアーの大柄な男。自爆型ドローンの操作を担当し日影たちを迎え撃つ。医学の知識があり、重傷を負った幸の応急処置を行う。しかし彼らに強い復讐心を持った幸に頸動脈を刺され、サベの眼の前で失血死した。
サベ
長髪をマンバンヘアーにした男。スナイパーとして日影たちを迎え撃つ。戦闘前は「炭焼き小屋を建てる」という夢を持っていた。カイの最期を看取り、幸とだりあに襲いかかるがだりあに返り討ちに遭い死亡した。

### 日影の組織
日影
メグの生まれの組で幹部を務める男。メグの幼少の頃の教育係であり、幼いメグからは「パパ」とも呼ばれていた。懐のパスケースには学生時代のメグとの写真が収められている。メグを誘拐したクリオ一派に並々ならぬ恨みを抱いており、メグを奪還するため完全武装の部下を率いてクリオ一派の潜伏する島を強襲する。戦闘中に頬を貫かれ右近と多数の部下を失うも、イタル、つゆはを殺害し救出対象であるメグすら「愛しながら、泣きながら殺す」と宣言する。クリオを一騎打ちの末殺害し、続くメグもボクシングの技術で殴り倒し、絞殺する寸前まで追い込む。直後にメグに護衛依頼を請けたケイと対峙するが、隙を突かれ飛び付き腕ひしぎ十字固めとチキンウィング・アームロックによって両腕を折られ、さらに裸絞によって完全に絞め落とされる。事件収束後はメグと共に会長の元に帰還するが、メグの目に異様な雰囲気を感じ取り、「また何かをしでかす」と警戒する。
右近
日影の側近。額の右側に傷跡を持つ男。日影とその部下たちと共にクリオ一派の島を強襲する。イタルと格闘戦と末相打ちとなり死亡する。

### 暗殺・拉致または護衛・救出の対象者
医者
護衛対象。西城會というヤクザから委託を受け拷問や処刑を請け負う医師。医師でありながら人を傷つけ、命を奪う行為については「切り分けるだけ」と割り切り、眉一つ動かさない。普段は妻と幼い娘の3人暮らしだが、その正体は世間の目を欺くために身寄りのない女性と孤児を引き取った偽装家族である。ある事件の首謀者と目される西城會の幹部を組の指示にて処刑したが、その幹部は無実であり、けじめとして家族を殺害され、「ぷるるん天然娘特急便」に復讐を依頼する。実際の襲撃にはケイに同行し、組員の全滅を見届けた後、処刑を指示した若い幹部を拉致し、1年～10年の時をかけ拷問することを「生きる目的」に持ち依頼を完了する。その後は若い幹部の肉体を生きたまま少しずつ損壊させるという奇妙な「共同生活」を営むことになる。
若い幹部
拉致対象。西城會に所属する若い男。医者に確たる証拠がないまま事件の容疑者の処刑を指示した張本人であり、結果として復讐の対象となる。ケイに事務所を襲撃され、医者にスーツケースに入れられ拉致される。その後は医者の「手術室」に拘束され、生きたまま肉体を損壊されるという拷問を受ける。しかしその途中で痛覚神経を切られ無痛覚となり、拷問が意味をなさなくなってしまった。
テラノ
暗殺対象。ヤクザの経理を担当する男。いわゆるインテリヤクザであり、簿記の知識を活かし組の金庫番として組の金と帳簿を管理していたが、ある日組の金を横領していた事が発覚し命を狙われる。組に雇われたケイに用心棒を全滅させられ、自身も抹殺される直前、彼の処刑方法を決めかねた組から待ったがかかり、一時休戦。死体が散乱する現場で簿記の勉強を始めたケイに戸惑いつつも、簿記の授業を行う事となる。その後組から通達された処刑方法とは、敵対組織の国津組に仕掛けたこれまでの攻撃や工作活動をテラノ1人になすりつけ、国津組に引き渡すというものであった。引き渡しを終えた直後、構成員の1人がケイに痴漢行為を働き、その男にテラノが鉄パイプを投げつけた事で戦闘状態に陥る。そのままケイに護衛任務を依頼し、暗殺対象から一転、護衛対象となる。ケイによって国津組の組員は全滅し、生還する。
おばちゃん
護衛対象。伝馬組を参照。
桑井
護衛対象。某県の駐在所で警察官を勤める男。表向きは正義感に溢れる「おまわりさん」だが、裏では地元のヤクザのカジノ運営を見逃す見返りとして多額の賄賂を受け取り、不正に蓄財していた悪徳警官である。彼の存在を疎ましく思った派閥からウスイらへ暗殺依頼が、彼との関係継続を望む派閥からケイらへ護衛依頼がそれぞれ出される事になる。ウスイ一派に拉致され殺害される直前に今岡が裏切り現場を逃走、ケイの活躍もあり生還する。
メグ
救出対象。クリオ一派を参照。
軍畑　幸
護衛対象。クリオ一派が潜伏する島に在住する老年の女性。夫とは数年前に海難事故で死別している。厳密にはケイらに正式に護衛を依頼してはいないが、成り行きでだりあと行動を共にし、結果だりあが彼女を護衛する形となった。齢67を数える身でありながらその肉体は健康そのものであり、島の地理にも明るい。クリオが占拠している北地区は本来彼女の夫の所有地であり、夫が死亡した事故はクリオ達に仕組まれたものと確信し、復讐を誓っていた。だりあと共にSUPにて北地区に潜入し、遭遇したキドーを崖から突き落とし殺害。クリオ一派と日影の組織との戦闘に巻き込まれた際にも地の利を活かして敵を撹乱、だりあと連携して撃破していくが、無力化した筈の日影側の戦闘員からバリスティックナイフの一撃を受け負傷する。カイから応急処置を施されるも、先述のナイフをカイの首に刺し彼も殺害する。その後島の病院に運ばれ本格的な治療を受け生還。だりあに「良い相棒」として別れを告げた。

## 劇中の用語
ぷるるん天然娘特急便
デリヘルに偽装した殺し屋派遣サービス。ケイ、だりあ達が所属し、殺しを請け負う。仕事の依頼は専用のHPや電話などで請け、その「業務内容」は対象の暗殺から誘拐、護衛や救出まで多岐に渡る。
囚人倉庫（）
みちたかくんが所属する伝馬組が管理する収容施設。回復不可能な失態を犯した者、敵対行動を取った者などを拘束し、その戸籍を奪って生活保護費を組が不正受給するための施設。関係者からは単に「倉庫（）」とも呼ばれる。収容者は人身売買や臓器売買の「材料」や「部品」として扱われ、その人権はほぼない。1階が警備を担当する組員の詰め所、2階以上が収容所となっており、カプセルホテルや蜂の巣を思わせる房の床、天井、壁には収容者のものと思われる罵詈雑言の落書きで埋め尽くされている。食事はゼリー飲料と大量の錠剤による粗末なもので、反抗すればスタンガンによる制裁を加えられるが、いわゆる「模範囚」として認められれば、「おとなしいで賞」などとして濡れタオルといった恩賞を与えられる。組織の構成員である安田が管理人として常駐し、食事の世話や汚物回収などを行っている。

## 評価
第1巻が発売された際には漫画家のONEが、第2巻が発売された際には沖方丁および町山智浩が推薦のコメントを寄せている。
いしかわじゅんは、1巻発売時点の本作について、殺す側にも殺される側にも感傷がないクールな表現が殺しの痛みを内包しており、「なかなかなかった」「カッコいい」表現だと高く評価している。また、原作者と漫画家のどちらも突出しない良いコラボが実現できている漫画は少ないと持論を展開した上で、本作はその数少ない理想的なケースであるとしている。

## 受賞歴
- 2017年「このマンガがすごい!WEB」オトコ編第1位[12]。
- 「THE BEST MANGA 2018 このマンガを読め!」第9位[13]
- 「このマンガがすごい!2018」オトコ編10位[14]
- 「全国書店員が選んだおすすめコミック2018」一般部門9位[15]

## 書誌情報
- 浅井蓮次（漫画）・沢田新（原作）『バイオレンスアクション』小学館〈ビッグコミックス〉、既刊7巻（2022年8月12日現在）
  1. 2017年3月10日発売[9][16]、ISBN 978-4-09-189449-6
  2. 2017年7月12日発売[12][17]、ISBN 978-4-09-189593-6
  3. 2017年10月12日発売[18]、ISBN 978-4-09-189677-3
  4. 2018年5月11日発売[19]、ISBN 978-4-09-860008-3
  5. 2019年11月12日発売[20]、ISBN 978-4-09-860508-8
  6. 2020年7月10日発売[21]、ISBN 978-4-09-860662-7
  7. 2022年8月12日発売[22]、ISBN 978-4-09-861433-2

## 映画
2022年8月19日に公開された。監督は瑠東東一郎、主演は橋本環奈。PG12指定。

### キャスト
- 菊野ケイ：橋本環奈
- テラノ：杉野遥亮[25]
- 渡辺：鈴鹿央士[25]
- 店長：馬場ふみか[25]
- 金子：森崎ウィン[25]
- アヤベ：大東駿介[25]
- だりあ：太田夢莉[25]
- クラ：猪塚健太[26]
- りっか：箭内夢菜[26]
- 国津：兵動大樹（矢野・兵動）[26]
- 謎の大男：くっきー!（野性爆弾）[26]
- 三代目組長：佐藤二朗[27]
- みちたかくん：城田優[27]
- 木下：高橋克典[27]
- ヅラさん：岡村隆史[27]

### スタッフ
- 原作：浅井蓮次、沢田新『バイオレンスアクション』（小学館『やわらかスピリッツ』連載中）
- 監督：瑠東東一郎
- 脚本：江良至、瑠東東一郎
- 音楽：瀬川英史
- 製作総指揮：ウィリアム・アイアトン
- エグゼクティブ・プロデューサー：上木則安
- 企画プロデューサー：森川真行
- プロデューサー：清家優輝
- 共同プロデューサー：的場政行
- 撮影：高野学
- 照明：坂本心
- 録音：石寺健一
- 美術：Yang仁榮
- 美術制作：横張聡
- 装飾：平野紘司
- スタイリスト：望月恵
- ヘアメイク：花村枝美
- 編集：神崎亜耶
- VFXスーパーバイザー：鎌田康介
- スクリプター：河野友里恵
- アクション監督：田渕景也
- 助監督：松下敏也
- 制作担当：篠崎泰輔
- ラインプロデューサー：鈴木嘉弘
- 制作協力：ドラゴンフライエンタテインメント
- 制作プロダクション：ファインエンターテイメント
- 配給・製作幹事：ソニー・ピクチャーズ エンタテインメント
- 製作：「バイオレンスアクション」製作委員会（ソニー・ピクチャーズ エンタテインメント、小学館、ディスカバリー・ネクスト、吉本興業、ファインエンターテイメント）

### 楽曲
主題歌
[Alexandros]「クラッシュ」（UNIVERSAL J / RX-RECORDS）
挿入歌
MAN WITH A MISSION「Tonight, Tonight」（Sony Music Records）
NOMELON NOLEMON「タッチ」
キム・ヒョンジュン「Song for a dreamer」（HENECIA）
Fear, and Loathing in Las Vegas「Tear Down」（Warner Music Japan）